# Don Quintin l'amer
Pour plus de détails, voir Fiche technique et Distribution.
Don Quintin l'amer (titre original : La hija del engaño) est un film mexicain de Luis Buñuel sorti en 1951.

## Synopsis
Un voyageur de commerce chasse son épouse, surprise en flagrant délit d'adultère. Celle-ci déclare qu'il n'est pas le vrai père de Marta, sa fille.  Abandonnée par son père, Marta est alors recueillie et élevée par un ivrogne... « Un pamphlet antimachiste plutôt mélodramatique. »

## Fiche technique
- Titre du film : Don Quintin l'amer
- Titre original : La hija del engaño (traduction littérale : La fille du mensonge)
- Titre alternatif en espagnol : Don Quintín, el amargao
- Réalisation : Luis Buñuel
- Scénario : Luis Alcoriza, Janet Alcoriza d'après la pièce de Carlos Arniches et Estremera, Don Quintín el amargao ou El que siembra vientos
- Photographie : José Ortiz Ramos
- Format : Noir et blanc, 35 mm
- Son : Eduardo Ajorna, Jesús González
- Décors : Pablo Galván
- Montage : L. Buñuel, Carlos Savage
- Musique : Manuel Esperón
- Direction artistique : Edward Fitzgerald
- Production : Ultramar Films
- Pays d'origine :  Mexique
- Langue originale : Espagnol
- Durée : 80 minutes
- Sortie : 29 août 1951 à Mexico

## Distribution
- Fernando Soler : Don Quintín Guzman
- Alicia Caro : Marta, sa fille
- Fernando Soto : "Mantequilla"
- Rubén Rojo : Paco, le fiancé de Marta
- Nacho Contra : Jonron
- Amparo Garrido : María

## Autour du film
Le film mexicain Don Quintin l'amer est un remake d'une première adaptation espagnole de la pièce à succès de Carlos Arniches.  Le premier film fut réalisé par Luis Marquina mais supervisé par Luis Buñuel (non crédité au générique), alors producteur, avec Ricardo Urgoïti, de la Filmofono qu'il fonda lors de son retour en Espagne en 1935. Lors de cette première version, Buñuel fit appel au scénariste Eduardo Ugarte, beau-frère de Carlos Arniches. Tous deux modifièrent l'idée initiale en omettant l'adultère pour transformer Don Quintín en un héros maladivement jaloux, proche parent du Francisco Galván (Arturo de Córdova) d'  Él, sorti en 1953. Dans le film espagnol, Don Quintín, aigri, devient gérant d'un casino et se métamorphose en caïd de la pègre. La conclusion est beaucoup plus pessimiste que celle du film mexicain. 
Concernant le film mexicain, Luis Buñuel considérait que le titre La hija del engaño constitua une erreur des producteurs. « S'ils avaient conservé le vrai titre Don Quintín el amargao, tous les Espagnols (présents au Mexique) seraient allés voir le film, car l'œuvre d'Arniches est très connue du public espagnol. Mais les producteurs mexicains ne voulaient pas laisser paraître qu'il s'agissait du remake de mon film espagnol. [...] ce dont je me réjouis, parce que c'est un film que j'ai raté. [...] Les scénaristes, Alcoriza et sa femme, ont mexicanisé le sujet, mais Don Quintin était toujours peu ou prou le même personnage. Au lieu d'être un "intrépide" madrilène, c'était un "macho" mexicain », déclarait-il.